# IRIIS phytoprotection
Le site IRIIS phytoprotection est développé par le ministère de l'Agriculture, des Pêcheries et de l'Alimentation et le Centre de référence en agriculture et agroalimentaire du Québec.